# Gottfried Klapper
Gottfried Klapper (* 3. Oktober 1917 in Nimptsch (nahe Breslau); † 1. Januar 2003 in Hannover) war ein deutscher Theologe, Geschäftsführer des Deutschen Nationalkomitees des Lutherischen Weltbundes und Träger des Schlesierschildes.

## Leben
Klapper wurde in Nimptsch bei Breslau als Sohn eines Pfarrers geboren und erlangte dort die Hochschulreife. Nach dem Zweiten Weltkrieg studierte er an der Universität Göttingen sowie am Theological Southern Seminary in Columbia, South Carolina (USA) evangelische Theologie. Nach dem erfolgreichen Studium übernahm er 1951 seine erste Pfarrstelle in Papenburg im Emsland. Kurz darauf wurde er von dieser freigestellt, um seinen Dienst beim Lutherischen Weltbund anzutreten. Maßgeblich bereitete Klapper die bislang einzige Vollversammlung des Lutherischen Weltbundes 1952 in Hannover vor. Von 1954 bis 1961 wirkte er als Pfarrer in London in der dortigen lutherischen Gemeinde, um danach von 1961 bis 1962 die Evangelische Akademie Loccum, die Evangelische Akademie der evangelisch-lutherischen Landeskirche Hannovers, als Direktor zu leiten. Danach wurde Klapper als Oberkirchenrat und Ökumene-Referent im Lutherischen Kirchenamt der VELKD in Hannover tätig. Zugleich nahm er auch die Geschäftsführung des Deutschen Nationalkomitees des Lutherischen Weltbundes (DNK/LWB) wahr. Dies bis zu seiner Pensionierung 1982.
Gottfried Klapper wurde 1982 Ehrenphilister des Göttinger Wingolf sowie 1985 Mitglied der Philisterschaft des suspendierten Breslauer Wingolf.
Nach seiner Pensionierung war Klapper Vorsitzender des Ostkirchenausschusses der EKD von 1983 bis 1994 und als Vorsitzender der Gemeinschaft evangelischer Schlesier tätig. In der Debatte um die „Ostdenkschrift“ der EKD von 1965 hat er dazu beigetragen, das Gespräch zwischen der EKD und den aus den deutschen Ostgebieten vertriebenen Menschen nicht abreißen zu lassen.
Klapper war zudem ehrenamtlich unter anderem als Vizepräsident des Martin-Luther-Bundes, dem Diasporahilfswerk der VELKD, tätig sowie als Altkonventual des Klosters Amelungsborn aktiv.

## Auszeichnungen und Ehrungen
- 1987 Verleihung des Schlesierschildes der Landsmannschaft Schlesien für seine Verdienste um die Ostkirche
- Ehrendoktor des Wartburg Theological Seminary Dubuque, Iowa (USA)
- Ehrendoktor des Wagner College Staten Island, New York (USA)
- Ehrendoktor der Universität Hannover

## Publikationen
- (als Hrsg.:) Fuldaer Hefte. Schriften des theologischen Konvents Augsburgischen Bekenntnisses. Lutherisches Verlagshaus, Berlin 1967f.
- Mit Wilhelm Kahle, Wilhelm Maurer, Martin Schmidt: Wege zur Einheit der Kirche im Luthertum (= Die Lutherische Kirche. Geschichte und Gestalten, Bd. 1). Verlagshaus Gerd Mohn, Gütersloh 1976.
- Die Christologie der Leuenberger Konkordie als Mitte eines Lehrkonsensus bekenntnisverschiedener Kirchen, in: Klaus Kremkau (Hrsg.): Christus allein, allein das Christentum. Vorträge der vierten theologischen Konferenz zwischen Vertretern der Evangelischen Kirche in Deutschland und der Kirche von England. O. Lembeck, Frankfurt am Main 1979.
- Einige Gedanken zu Luthers Lehre von der politischen und sozialen Verantwortung der Christen (= Erneuerung und Abwehr, Beiheft 39). Evangelische Notgemeinschaft in Deutschland, Sachsen bei Ansbach 1985.
- Ex fide vita, in: Anthropologie und Christologie. Veröffentlichungen der Luther-Akademie Ratzeburg, Bd. 15. Martin-Luther-Verlag, Erlangen 1990.
- Die Annahme der altpreussischen Union in der Schlesischen Provinzial-Landeskirche, in: Wolf-Dieter Hauschildt (Hrsg.): Das Deutsche Luthertum und die Unionsproblematik im 19. Jahrhundert (= Die Lutherische Kirche. Geschichte und Gestalten, Bd. 15). Verlagshaus Gerd Mohn, Gütersloh 1991.
- Das ärgerliche Wort Diaspora. Aufsätze zum Thema. Zum 80. Geburtstag des Autors am 3. Oktober 1997. Martin-Luther-Verlag, Erlangen 1997.